# The Broadsword and the Beast
Broadsword and the Beast je album vydané skupinou Jethro Tull 10. dubna, 1982.
Reedice z roku 2005 je rozšířena o osm bonusů, skladeb nahraných během nahrávání alba, které se na album vydané v roce 1982 nedostaly.

## Obsazení
- Ian Anderson – zpěv, flétna, akustická kytara
- Martin Barre – elektrická kytara, akustická kytara
- Peter-John Vettese – klávesy, piano
- Gerry Conway – bicí
- Dave Pegg – baskytara, mandolína, zpěv

## Seznam skladeb
(Všechny skladby napsal Ian Anderson)
1. Beastie – 3:58
2. Clasp – 4:18
3. Fallen On Hard Times – 3:13
4. Flying Colours – 4:39
5. Slow Marching Band – 3:40
6. Broadsword – 5:03
7. Pussy Willow – 3:55
8. Watching Me Watching You – 3:41
9. Seal Driver – 5:10
10. Cheerio – 1:09
11. Jack Frost and the Hooded Crow – 3:22 (bonus)
12. Jack A Lynn – 4:40 (bonus)
13. Mayhem Maybe – 3:06 (bonus)
14. Too Many Too – 3:28 (bonus)
15. Overhang – 4:29 (bonus)
16. Rhythm in Gold – 3:08 (bonus)
17. I Am Your Gun – 3:19 (bonus)
18. Down At the End of Your Road – 3:31 (bonus)

Písmo na okraji obalu alba, je runové písmo Cirth , které použil J.R.R. Tolkien v románu „Pán Prstenů“. Text je však anglicky, ale i tak je to pěkný úvod k textům písně Broadsword:
„Vidím temnou plachtu na horizontu, pod černým mrakem slunce skrývající. Přivezte mě můj široký meč a jasné porozumění. Přivezte mě kříž ze zlata, jako talisman“